# Kitasu Hill
Kitasu Hill är en kulle i Kanada.   Den ligger i Regional District of Kitimat-Stikine och provinsen British Columbia, i den sydvästra delen av landet, 3 900 km väster om huvudstaden Ottawa. Toppen på Kitasu Hill är 241 meter över havet, eller 239 meter över den omgivande terrängen. Bredden vid basen är 10,3 km. Kitasu Hill ligger på ön Swindle Island.
Terrängen runt Kitasu Hill är huvudsakligen platt, men österut är den kuperad. Havet är nära Kitasu Hill västerut.Trakten runt Kitasu Hill är nära nog obefolkad, med mindre än två invånare per kvadratkilometer.. Det finns inga samhällen i närheten. 
I omgivningarna runt Kitasu Hill växer i huvudsak barrskog.